# Funt falklandzki
Funt falklandzki – oficjalna waluta Falklandów.
Kraj ten, jako terytorium zależne Wielkiej Brytanii, emituje swoją walutę sztywno związaną z brytyjskim funtem szterlingiem. Banknoty wydawane są od 1921, a monety od 1974 roku.